# Futako-Tamagawa
Futako-Tamagawa (二子玉川) fait référence aux districts Tamagawa et Seta de Setagaya. Ce quartier est familièrement appelé « Futako » (フタコ) ou « Nikotama » (ニコタマ) d'après une lecture alternative des trois premiers caractères kanji dans le nom.